# Гиртоп (Чимішлійський район)
Гиртоп (рум. Hîrtop) — село в Молдові в Чимішлійському районі. Є центром однойменної комуни, до складу якої також входять села Ялпуг та Прісака.